# ヘアマン・ダーヴィド・コッペル
ヘアマン・ダーヴィド・コッペル（ヘアマン・D・コペル、Herman D. Koppel、1908年10月1日 - 1998年7月14日）は、デンマークの作曲家、ピアニスト、教育者。カール・ニールセンに師事し、ヴァン・ホルンボーと共に戦後デンマークの楽壇の中心人物であった。

## 生涯
コペンハーゲン出身。ポーランドから移住したユダヤ人の子として生まれる。5歳よりピアノを習い、1925年にデンマーク音楽アカデミーに入学、1930年にコンサートピアニストとしてデビューした。初期の作品はニールセンの影響が大きかったが、1931年よりクヌーズオーエ・リスエアの影響でモダンな響きを取り入れるようになった。またジャズを取り入れる姿勢は一貫したものである。
1943年、ナチス・ドイツからの迫害から逃れるためスウェーデンのエーレブルーに亡命した。デンマークからの逃避行とユダヤ人迫害のニュースはコッペルの音楽に深い傷跡を残して、作品の題材を旧約聖書から多くとるようになった。帰還後の1949年からアカデミーで教職に就き、1955年に教授となり、1978年に退職するまで務めた。その他に1977年から1981年までデンマーク芸術文化振興財団で、1981年から1987年までデンマーク作曲家協会で役員を務めた。1998年、死去。
子どもにアンダーズ・コッペル（en:Anders Koppel、1947年 - ）やトマス・コッペル（en:Thomas Koppel、1944年 - 2006年）がいる。

## 作品

### 交響曲
- 交響曲第1番 op.5
- 交響曲第2番 op.37
- 交響曲第3番 op.39
- 交響曲第4番 op.42
- 交響曲第5番 op.60
- 交響曲第6番「Sinfonia breve」 op.63
- 交響曲第7番 op.70
- 交響曲第8番 op.
- 交響曲第9番 op.
- 交響曲第10番 op.
- 交響曲第11番 op.
- 交響曲第12番 op.
- 交響曲第13番 op.

### 管弦楽曲
- 管弦楽のための協奏曲 op.101
- 交響曲への前奏曲 op.105

### 協奏曲
- クラリネット協奏曲 op.35
- ヴァイオリンとヴィオラのための二重協奏曲 op.43
- ピアノ協奏曲第2番
- ピアノ協奏曲第3番 op.45
- チェロ協奏曲 op.56
- フルート協奏曲 op.87a

### 室内楽

#### 弦楽四重奏曲
弦楽四重奏曲は20曲ある。

#### その他
- ピアノ六重奏曲 op.36
- チェロとピアノのための「テルニオ」op.53b
- ピアノ五重奏曲 op.57
- チェロソナタ op.62
- ピアノ三重奏のための9つの変奏 op.80
- ピアノ三重奏曲 op.88
- ピアノ四重奏曲 op.114
- ヴァイオリンとチェロのための二重奏曲カンティレーナ op.117
- 木管八重奏のための音楽 op.123
- ヴァイオリンとギターのための二重奏曲

### ピアノ曲
- ピアノソナタ ホ短調 op.1
- 変奏曲とフーガ op.3
- 小品 op.7
- 10の小品 op.20
- 組曲 op.21
- ピアノソナタ第1番 Op.50
- 15の小品 Op.97a

### 器楽曲
- 無伴奏チェロ組曲 op.86

### 合唱曲
- オラトリオ『モーゼ』 op.76

### 歌曲
- 2つの歌 op.51
- 6つの歌 op.54

## その他
ピアノ曲には、作曲者自身による自作自演の録音が多数残されている。また、ニールセンのピアノ曲の録音も残しており、デンマークのDacapoレーベルからリリースされている。

## 参考ページ
- 作品 - ウェイバックマシン（2001年4月13日アーカイブ分）